# Shenzhou 11
Shenzhou 11 (en chinois : 神舟十一 ; pinyin : Shénzhōu shíyī) est la sixième mission spatiale habitée chinoise et la seule à destination de la station spatiale Tiangong 2. 

## Déroulement de la mission
Le vaisseau Shenzhou 11 est lancé le 16 octobre 2016 de la base de Jiuquan et s'achève le 18 novembre à 13 h 59 (UTC+08:00) en Mongolie-Intérieure, à 90 km du lieu prévu.
Ayant duré plus de 32 jours, elle est en 2017 la plus longue des missions habitées chinoises.
La cabine ramène au sol une centaine de kilos d'expériences réalisées à bord de la station Tiangong.

## Équipage
- Commandant : Jing Haipeng (3),  Chine
- Chen Dong (1),  Chine